# Turismo em Rondônia

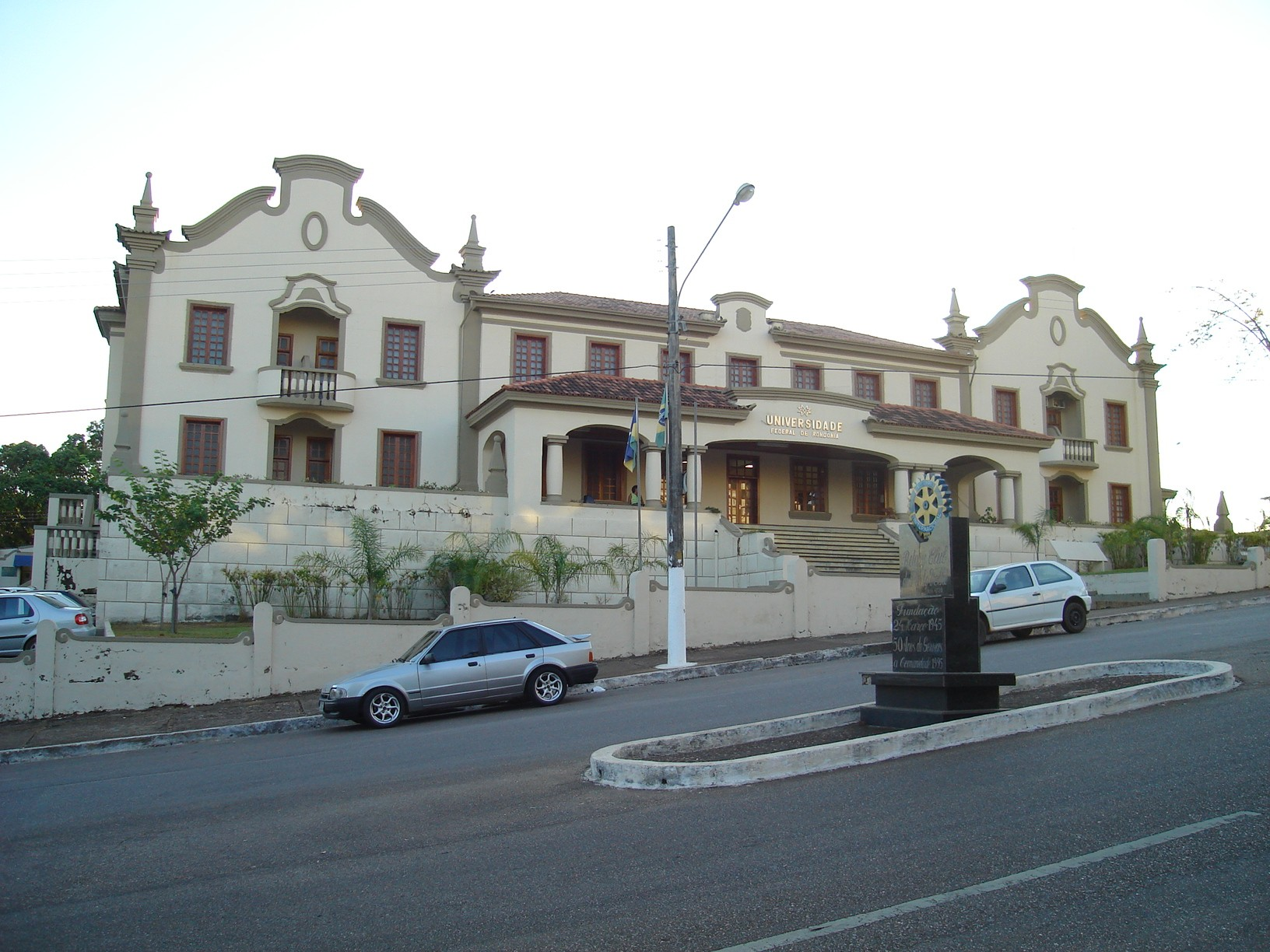
Universidade em Porto Velho.

Atrações turísticas do estado de Rondônia.

## Atrativos turísticos naturais

### Parque Nacional de Pacaás Novos
- Cidades: Guajará Mirim, Nova Mamoré, Campo Novo, São Miguel do Guaporé, Montenegro, Governador Jorge Teixeira, Alvorada d'Oeste e Mirante da Serra

### Parque Nacional da Serra da Cutia
- Cidade: Guajará Mirim

### Reserva Extrativista do Lago do Cuniã
- Cidade: Porto Velho

### Barreiro das Antas
- Cidade: Guajará Mirim

### Vale das Cachoeiras
- Cidade: Nova União, Ouro Preto do Oeste, Teixeirópolis

Área de reserva na tríplice fronteira dos municípios de Nova União, Ouro Preto do Oeste e Teixeirópolis, com uma cachoeira de 32m de altura. 

### Soltura de Quelônios
- Cidade: Costa Marques, Alta Floresta d'Oeste, Alto Alegre dos Parecis, Pimenteiras do Oeste

Realizado por organizações no Vale do Guaporé/RO, os ciclos de desova e soltura destes quelônios fazem parte do calendário turístico de Rondônia.

## Atrativos turísticos históricos

### Estrada de Ferro Madeira-Mamoré
- Cidade: Porto Velho a Guajará-Mirim

### Museu da Estrada de Ferro Madeira-Mamoré
- Cidade: Porto Velho

### Museu Histórico Municipal de Guajará-Mirim
- Cidade: Guajará-Mirim

### Real Forte Príncipe da Beira
- Cidade: Costa Marques

### As Três Caixas d'Água
- Cidade: Porto Velho

Também conhecidas como As Três Marias, as caixas d'água ficam no centro da cidade, na praça de mesmo nome. A primeira foi erguida em 1910 e as outras duas em 1912. Foram projetadas e construídas pela Chicago Bridge & Iron Works, de Chicago conforme informações contidas em placa de ferro fundido, cravadas nas pilastras de cada uma delas. São três tanques de forma cilíndrica, cobertos com chapas de metal de forma cônica, e a base em formato côncavo. Cada tanque está elevado do chão por quatro colunas de ferro feitas em treliça sobre fundação de concreto. Estão circundados à altura do bojo, por uma passarela com parapeito metálico de treliça por onde se chega através de uma escada. Cada reservatório possui capacidade para 200.000 litros e serviram para abastecer a cidade de Porto Velho até o ano de 1957, funcionando por ação da gravidade.

## Atrativos turísticos de esporte e lazer

### Corrida de Jericos
- Cidade: Alto Paraíso

### Maratona Ecológica do Avestruz
- Cidade: Mirante da Serra

### Voo Livre
- Cidade: Ouro Preto do Oeste, Presidente Médici, Theobroma
  - Rampa de Ouro Preto do Oeste: Morro Chico Mendes[2]
  - Rampa de Presidente Médici: Morro da Embratel[4]
  - Rampa de Theobroma: Morro do Padre[5]

## Atrativos turísticos culturais

### Arraial Flor do Maracujá
- Cidade: Porto Velho

A festa é uma das maiores e mais tradicionais da região norte do Brasil, sendo a maior festa Junina da Amazônia. Reúne várias quadrilhas e bois-bumbás, que se apresentam em dias variados, atraindo um número alto de pessoas ligadas a cultura folclórica regional.

### Duelo na Fronteira
- Cidade: Guajará-Mirim

Festival Folclórico da cidade de Guajará-Mirim, na fronteira Brasil/Bolívia, que reúne o duelo dos Bois Bumbás Flor do Campo (Vermelho) e Malhadinho (Azul). Uma verdadeira ópera amazônia a céu aberto, onde as duas agremiações disputam 21 ítens, sendo julgados por jurados de fora do estado. O evento chega a atrair milhares de turista para a "Pérola do Mamoré" de tal forma que todos o hotéis ficam com suas ocupações completas, inclusive da vizinha cidade boliviana de Guayaramerín.

### Festa do Divino Espírito Santo
- Cidade: Costa Marques, Alta Floresta d'Oeste, Alto Alegre dos Parecis, Pimenteiras do Oeste

## Exposições agropecuárias
| Exposição agropecuária | Cidade                   |
| AGRISHOW               | Ouro Preto do Oeste      |
| AGRISHOW JARU          | Jaru                     |
| EXPOAAMA               | Machadinho d'Oeste       |
| EXPOAC                 | Cacoal                   |
| EXPOAGUM               | Guajará Mirim            |
| EXPOAZZA               | Ministro Andreazza       |
| EXPOARI                | Ariquemes                |
| EXPOALVO               | Alvorada d'Oeste         |
| EXPOALTA               | Alta Floresta d'Oeste    |
| EXPOBRAS               | Nova Brasilândia d'Oeste |
| EXPOCER                | Cerejeiras               |
| EXPOCOL                | Colorado do Oeste        |
| EXPOFELIPE             | São Felipe d'Oeste       |
| EXPOMIG                | São Miguel do Guaporé    |
| EXPOESTE               | Espigão d'Oeste          |
| EXPOMEDICI             | Presidente Médici        |
| EXPOPIB                | Pimenta Bueno            |
| EXPOVALE               | Vale do Anari            |
| EXPOVEL                | Porto Velho              |
| EXPOVIL                | Vilhena                  |
| EXPONOMA               | Nova Mamoré              |